# Lucha en los Juegos Panafricanos de 2015
La Lucha en los Juegos Panafricanos de 2015 se llevó a cabo entre los días 15 y 18 de septiembre de 2015 en la capital Brazzaville en 24 categorías (16 de hombre y 8 de mujeres).

## Resultados

### Lucha grecorromana masculina
| Evento | Oro                        | Plata                  | Bronce                                |
| ------ | -------------------------- | ---------------------- | ------------------------------------- |
| 59 kg  | Abdennour Laaouni          | Jan Lourens Combrinck  | Yala Maindombe Florentin ----         |
| 66 kg  | Tarek Aziz Benaissa        | Otutu Oke              | Ndombasi Matadi Regan Haithem Mahmoud |
| 71 kg  | Emmanuel Nworie            | Ibrahim Mahmoud Hamed  | Akram Boudjemline ----                |
| 75 kg  | Ibrahim Eldesouki          | Hicham Bourmal         | Sammy Diego Nyongesa Mupompa Kais     |
| 80 kg  | Tarek Abdelsalam           | Bachir Sidazara        | Omyemedelubi Abraham ----             |
| 85 kg  | Adem Boudjemline           | Mohamed Moustafa Ahmad | Samuel Nathaniel ----                 |
| 98 kg  | Ahmed Mohamed Ibrahim Saad | Hamza Haloui           | Basile Dieudonnie Kanga Gislain       |
| 130 kg | Mohamed Ahmed Abdellatif   | Andries Shutte         | Holln Mkanga Ochieng Radhouane Chebbi |

### Lucha libre masculina
| Evento | Oro                  | Plata                      | Bronce                                          |
| ------ | -------------------- | -------------------------- | ----------------------------------------------- |
| 57 kg  | Adama Diatta         | Mathlouthi Chedli          | Abdelhak Kharbache ----                         |
| 61 kg  | Amas Daniel          | Abderrahim Sayeh           | Gael Diata Gert Coetzee                         |
| 65 kg  | Zouheir Iftene       | Haithem Mahmoud            | Clackson Sampson Jonathan Ibanda Ngeta          |
| 70 kg  | Ayad Ibrahim Khalil  | Mohamed Ali Belayech       | Mohamed Boudraa Ngoyi Poramba Dydo              |
| 74 kg  | Melvin Bibo          | Hamza Moussaoui            | Blaise Debe Abdou Omar                          |
| 85 kg  | Mohamed Aly Zaghloul | Mohamed Sadoui             | Cheikh Niang Dick Adibo                         |
| 97 kg  | Soso Tamaru          | Cedric Yvan Tchouga Nyamsi | Ali Hamdy Amin Rabei Mosutafa Basile Dieudonnie |
| 125 kg | Slim Trabelsi        | Sinivie Boltic             | Fod Sarr Diaaeldin Kamal Gouda Abdelmottaleb    |

### Lucha libre femenina
| Evento | Oro                        | Plata                          | Bronce                                                  |
| ------ | -------------------------- | ------------------------------ | ------------------------------------------------------- |
| 48 kg  | Mercy Genesis Nigeria      | Rebecca Muambo Camerún         | Maroi Mezien Túnez ----                                 |
| 53 kg  | Odunayo Adekuoroye Nigeria | Isabelle Sambou Senegal        | Parfaite Mambou República del Congo ----                |
| 55 kg  | Opuene Patience Nigeria    | Jeanne-Marie Coetzer Sudáfrica | Bineta Diatta Senegal Rim Ayari Túnez                   |
| 58 kg  | Aminat Adeniyi Nigeria     | Safietou Goudiaby Senegal      | Mandonoelle Mbouma República del Congo Marwa Amri Túnez |
| 60 kg  | Hela Riabi Túnez           | Ebi James Nigeria              | Habiba Tarek Fathi Attia · Egipto · ----                |
| 63 kg  | Blessing Oborududu Nigeria | Berthe Etane Ngolle Camerún    | Syrine Issaoui Túnez Anta Sambou Senegal                |
| 69 kg  | Enas Mostafa · Egipto      | Hannah Rueben Nigeria          | Blandine Metala Camerún Zumicke Geringer Sudáfrica      |
| 75 kg  | Laure Ali Camerún          | Blessing Onyebuchi Nigeria     | Nadia Antar · Egipto · ----                             |